# Marie Ledebur-Wicheln
Marie Ledebur-Wicheln (5. listopadu 1920, Křemýž – 14. června 1984, Heidelberg) byla hraběnka a dcera hraběte Eugena Ledebur-Wicheln a jeho manželky hraběnky Eleonory Larisch-Mönnich.

## Manželství a děti
Dne 21. prosince 1950 se v Mnichově vdala za Josefa Huberta, hraběte z Neippergu, syna Antona, hraběte z Neippergu a jeho manželky hraběnky Anny Silva-Tarouca. Spolu mají osm dětí:
- Hrabě Karl Eugen z Neippergu, (nar. 20. října 1951)
- Hrabě Reinhard Franz z Neippergu, (nar. 5. února 1953)
- Hraběnka Marie Anna z Neippergu (nar. 14. února 1955)
- Hraběnka Franziska z Neippergu (nar. 7. dubna 1956)
- Hrabě Stephan-Christoph z Neippergu (nar. 28. června 1957)
- Hrabě Christoph z Neippergu (nar. 30. července 1958)
- Hraběnka Barbara z Neippergu (nar. 4. ledna 1960)
- Hrabě Johannes Alfred z Neippergu (nar. 30. dubna 1964)

Zemřela 14. června 1984 v Heidelbergu.
Dne 23. srpna 1986 se její manžel znovu oženil a to s princeznou Terezou Hohenlohe-Waldenburg-Schillingsfürst, dcerou knížete Friedricha Karla III. Hohenlohe-Waldenburg-Schillingsfürst a jeho manželky kněžny Mechthildy, princezny z Urachu.